# إيريكا شيسابا
إيريكا شيسابا (بالإنجليزية: Erica Chissapa)‏ (مواليد 22 ديسمبر 1988)، هي مُمثلة وعارضة أزياء أنغولية.

## وصلات خارجية
- إيريكا شيسابا في قاعدة بيانات الأفلام على الإنترنت